# Hockey (balsport)
Hockey is een overkoepelende term voor een familie van balsporten voor teams, waarbij vrouwen en mannen in gescheiden teams spelen. Het belangrijkste attribuut van de hockeyspeler is de stick, die wordt gebruikt om de bal te hanteren. Een hockeyteam scoort punten door de bal in het doel van de tegenpartij te spelen. Het team met de meeste punten wint de wedstrijd.
Er bestaan verschillende vormen van hockey. Veldhockey is een variant van hockey die in de buitenlucht op een veld gespeeld. Een binnenvariant van veldhockey is zaalhockey. Veldhockey gebeurt in de herfst, zomer en lente, zaalhockey wordt eerder in het winterseizoen gespeeld.
IJshockey is een variant van hockey die op ijs gespeeld wordt. De sport valt ook onder de balsporten maar de puck waarmee gespeeld wordt is geen ronde bal, maar een platte schijf van rubber, met een diameter van 3 inch (7,62 cm) en een dikte van 1 inch (2,54 cm). De spelers gebruiken een stick met een vrij groot plat vlak. Wel is het blad van de stick gekromd waardoor er nauwkeuriger en harder geschoten kan worden. Bij rechtshandige spelers (die de stick aan de rechterkant van het lichaam houden) wijst de uiterste punt van het blad naar links, bij linkshandige spelers is dit andersom.
Onderwaterhockey is eveneens  onderdeel van de hockeyfamilie, en wordt gespeeld op de bodem van een zwembad. De bedoeling is om op eigen kracht, dus zonder perslucht met een korte stick de puck (± 1300 gram) zo vaak mogelijk in de doelbak van de tegenstander te spelen. Elke geslaagde poging levert 1 'doelpunt' op. Het team dat aan het einde de meeste doelpunten heeft, wint. Ondanks dat er wel internationale toernooien worden gehouden is er geen onderwaterhockey op de Olympische spelen. 

## Geschiedenis
Het woord hockey zelf is van onbekende oorsprong. Een veronderstelling is dat het een afgeleide is van hoquet, een Middelfrans woord voor de staaf van een herder. De Engelsen veranderden de naam in bandy-on-ice en later in hockey-on-ice (waarschijnlijk afkomstig van hook, oftewel krom). Aanvankelijk werd de sport alleen op ijs gespeeld, maar later werd in de warmere maanden ook getraind op gras. Al snel ontwikkelde zich uit deze trainingsactiviteiten het huidige veldhockey.